# Coutouvre
Coutouvre és un municipi francès situat al departament del Loira i a la regió d'Alvèrnia-Roine-Alps. L'any 2007 tenia 1.106 habitants.

## Demografia

### Població
El 2007 la població de fet de Coutouvre era de 1.106 persones. Hi havia 432 famílies de les quals 100 eren unipersonals (48 homes vivint sols i 52 dones vivint soles), 176 parelles sense fills, 140 parelles amb fills i 16 famílies monoparentals amb fills.
La població ha evolucionat segons el següent gràfic:
Habitants censats

### Habitatges
El 2007 hi havia 497 habitatges, 431 eren l'habitatge principal de la família, 23 eren segones residències i 43 estaven desocupats. 442 eren cases i 56 eren apartaments. Dels 431 habitatges principals, 311 estaven ocupats pels seus propietaris, 114 estaven llogats i ocupats pels llogaters i 6 estaven cedits a títol gratuït; 2 tenien una cambra, 20 en tenien dues, 60 en tenien tres, 124 en tenien quatre i 225 en tenien cinc o més. 330 habitatges disposaven pel capbaix d'una plaça de pàrquing. A 166 habitatges hi havia un automòbil i a 227 n'hi havia dos o més.

### Piràmide de població
La piràmide de població per edats i sexe el 2009 era:
| Homes | Edats   | Dones |
| ----- | ------- | ----- |
| 0     | 95 o +  | 0     |
| 4     | 90 a 94 | 16    |
| 4     | 85 a 89 | 24    |
| 4     | 80 a 84 | 12    |
| 16    | 75 a 79 | 16    |
| 24    | 70 a 74 | 28    |
| 12    | 65 a 69 | 36    |
| 20    | 60 a 64 | 16    |
| 32    | 55 a 59 | 24    |
| 48    | 50 a 54 | 40    |
| 44    | 45 a 49 | 44    |
| 45    | 40 a 44 | 49    |
| 36    | 35 a 39 | 16    |
| 32    | 30 a 34 | 36    |
| 16    | 25 a 29 | 24    |
| 16    | 20 a 24 | 24    |
| 56    | 15 a 19 | 52    |
| 41    | 10 a 14 | 36    |
| 21    | 5 a 9   | 20    |
| 16    | 0 a 4   | 40    |

## Economia
El 2007 la població en edat de treballar era de 664 persones, 499 eren actives i 165 eren inactives. De les 499 persones actives 465 estaven ocupades (246 homes i 219 dones) i 34 estaven aturades (16 homes i 18 dones). De les 165 persones inactives 104 estaven jubilades, 29 estaven estudiant i 32 estaven classificades com a «altres inactius».

### Ingressos
El 2009 a Coutouvre hi havia 419 unitats fiscals que integraven 1.051,5 persones, la mediana anual d'ingressos fiscals per persona era de 17.027 €.

### Activitats econòmiques
Dels 42 establiments que hi havia el 2007, 1 era d'una empresa alimentària, 3 d'empreses de fabricació d'altres productes industrials, 13 d'empreses de construcció, 9 d'empreses de comerç i reparació d'automòbils, 1 d'una empresa de transport, 2 d'empreses d'hostatgeria i restauració, 2 d'empreses financeres, 1 d'una empresa immobiliària, 3 d'empreses de serveis, 3 d'entitats de l'administració pública i 4 d'empreses classificades com a «altres activitats de serveis».
Dels 17 establiments de servei als particulars que hi havia el 2009, 1 era una oficina de correu, 1 una oficina bancària, 3 tallers de reparació d'automòbils i de material agrícola, 4 guixaires pintors, 3 fusteries, 1 lampisteria, 1 electricista, 2 perruqueries i 1 restaurant.
Dels 3 establiments comercials que hi havia el 2009, 1 era una botiga de menys de 120 m², 1 una fleca i 1 un drogueria.
L'any 2000 a Coutouvre hi havia 43 explotacions agrícoles que ocupaven un total de 2.040 hectàrees.

## Equipaments sanitaris i escolars
L'únic equipament sanitari que hi havia el 2009 era una farmàcia.
El 2009 hi havia 2 escoles elementals.

## Poblacions més properes
El següent diagrama mostra les poblacions més properes.